# I Used to Think I Could Fly
I Used to Think I Could Fly é o álbum de estreia da cantora canadense Tate McRae, lançado em 27 de maio de 2022, pela RCA Records. Foi precedida pelos singles "feel like shit", "She's All I Wanna Be", "Chaotic" e "What Would You Do?“. McRae embarcou em uma turnê de divulgação do álbum a partir de junho de 2022. O álbum foi recebido com críticas positivas dos críticos de música e teve sucesso comercial, entrando no top 10 em vários países, enquanto estreou no número treze na Billboard 200 dos EUA.

## Desenvolvimento
McRae disse à NME em 2021 que analisou as "estruturas" de álbuns como Blonde (2016), de Frank Ocean, When We All Fall Asleep, Where Do We Go? (2019), de Billie Eilish e After Hours (2020) de The Weeknd como possíveis inspirações para a estrutura do álbum. Ela explicou à People em fevereiro de 2022 que várias de suas músicas eram "apenas [suas] entradas de diário" e que quando ela tem "sentimentos desagradáveis", ela as escreve.
McRae anunciou que finalizou a lista de faixas do álbum e a enviou para sua gravadora em 8 de março de 2022, e revelou o título e a capa em 1º de abril de 2022. Depois que o álbum foi originalmente definido para ter 12 faixas, McRae confirmou a inclusão da faixa "What's Your Problem?" quando a lista oficial de faixas foi anunciada em 11 de abril de 2022, elevando o número total de faixas para 13.

## Recepção crítica
| Críticas profissionais | Críticas profissionais |
| Pontuações agregadas   | Pontuações agregadas   |
| Fonte                  | Avaliação              |
| ---------------------- | ---------------------- |
| AnyDecentMusic?        | 6.9/10                 |
| Metacritic             | 73/100                 |
| AOTY                   | 70/100                 |
| Avaliações da crítica  |                        |
| Fonte                  | Avaliação              |
| AllMusic               | [ 11 ]                 |
| Clash                  | 7/10                   |
| DIY                    | [ 12 ]                 |
| Pitchfork              | 6.8/10                 |
| Rolling Stone          | [ 14 ]                 |
| The Independent        | [ 15 ]                 |
| The Line of Best Fit   | 7/10                   |
| The Telegraph          | [ 17 ]                 |

I Used to Think I Could Fly recebeu críticas positivas dos críticos, elogiando a produção, conteúdo lírico, performance vocal de McRae e maturidade no conteúdo. Ims Taylor, do DIY, escreveu que McRae "retira todas as paradas emocionais" do álbum, chamando-a de "confiar seus sentimentos mais profundos em nós [...] confortavelmente universais". Taylor elogiou ainda mais os vocais "exuberantes" de McRae e concluiu que seu "arsenal de armas pop irregulares é extenso e pode ser habilmente usado quando ela quiser". John Amen escreveu no The Line of Best Fit que "Embora as saídas anteriores de McRae possam ter sido montadas de forma mais complexa, suas novas músicas são mais imediatamente acessíveis". Ele concluiu: "O novo álbum é, em essência, o primeiro grande passo de McRae em forjar uma presença pop distinta". Para a Pitchfork, Brady Brickner-Wood diz que "McRae tenta o tipo de pop adequado para uma loja da Abercrombie — pop-punk gerado por IA, soft trap no estilo Kid Laroi, etc." Com destaques paras as faixas “hate myself” e “feel like shit”, ela acrescentou "[as faixas] conseguem extrair significado do sofrimento. Nesta última [feel like shit], a voz de McRae eleva-se com angústia, capturando a agonia teatral de um rompimento. Pode ser catártico ceder à dor, mesmo que a concessão seja passageira, e a aceitação de McRae dessa dor parece vagamente empoderadora." Escrevendo para o The Independent, Roisin O'Connor descobriu que havia "angústia em abundância" no álbum, afirmando que McRae "negocia os sons de R&B e pop punk que eram predominantes nos anos 2000" enquanto "emulava as verdades líricas contundentes de suas colegas da Geração Z, Billie Eilish e Olivia Rodrigo". O'Connor sentiu que McRae "canta como se estivesse desmoronando, mas a qualidade do álbum sugere que ela conseguiu".

## Lista de faixas
| I Used to Think I Could Fly – Edição Padrão |                         | |                               |         |  |
| N.º                                         | Título                  | Compositor(es) | Produtor(es)                  | Duração |  |
| 1.                                          | "?"                     | Tate McRae | David Cook                    | 0:16    |  |
| 2.                                          | "Don't Come Back"       | McRae Lavell Webb Ryan Vojtesak Eldra DeBarge Etterlene DeBarge William DeBarge Cornell Haynes Jr. Jason Epperson Kaelyn Behr | Charlie Handsome Styalz Fuego | 2:32    |  |
| 3.                                          | "I'm So Gone"           | McRae Kyle Stemberger Nikolaos Grivellas Keegan Bach                                                                          | KBeaZy Stemberger             | 2:26    |  |
| 4.                                          | "What Would You Do?"    | McRae Alexander Glantz Charlie Puth Blake Slatkin                                                                             | Alexander 23 Puth Slatkin     | 2:46    |  |
| 5.                                          | "Chaotic"               | McRae Victoria Zaro Greg Kurstin                                                                                              | Kurstin                       | 2:55    |  |
| 6.                                          | "Hate Myself"           | McRae Zaro Puth Slatkin | Puth Slatkin                  | 2:53    |  |
| 7.                                          | "What's Your Problem?"  | McRae Jeremy Dussolliet Jackson Foote                                                                                         | KBeaZy Foote                  | 2:47    |  |
| 8.                                          | "She's All I Wanna Be"  | McRae Kurstin | Kurstin                       | 3:27    |  |
| 9.                                          | "Boy X"                 | McRae Glantz | Alexander 23                  | 3:46    |  |
| 10.                                         | "You're So Cool"        | McRae Billy Walsh Ali Tamposi Louis Bell Omer Fedi                                                                            | Bell Cook [v]                 | 2:50    |  |
| 11.                                         | "Feel Like Shit"        | McRae Zaro Jacob Kasher Hindlin Russell Chell                                                                                 | Harris Chell                  | 3:23    |  |
| 12.                                         | "Go Away"               | McRae Blake Harnage | Harnage                       | 3:33    |  |
| 13.                                         | "I Still Say Goodnight" | McRae Finneas O'Connell | Finneas Cook [v]              | 3:08    |  |
| Duração total:                              | Duração total:          | Duração total: | Duração total:                | 36:42   |  |

Notas
- ↑[v]  significa um produtor adicional.
- Em algumas versões do álbum, "What's Your Problem?" é excluída da lista de faixas.[20]
- "Don't Come Back" interpola "Ride wit Me" (2001) interpretada por Nelly.[21]

## Equipe e colaboradores
Músicos
- Tate McRae — artista principal, vocalista principal, composição, letras (todas as faixas)
- Alexander 23 — composição, letras, vocalista de apoio, bateria, guitarra (faixas 4 e 9); sintetizador (faixa 4); baixo, teclados, percussão, programação (faixa 9)
- Greg Kurstin — composição, letras, baixo, bateria, teclado, piano, sintetizador (faixas 5 e 8); guitarra (faixa 8)
- Sean Kennedy — guitarra (faixa 9)
- David Cook — vocalista de apoio (faixa 13)

Técnico
| - Dave Kutch — masterização - David Cook — mixagem (faixas 1 e 11), engenharia (faixas 5, 8, 10 e 11), assistência de engenharia (faixas 9 e 12) - Denis Kosiak — mixagem (faixa 2) - Jon Castelli — mixagem (faixas 3, 4 e 6) - Mark Stent — mixagem (faixas 5 e 8) - Clint Gibbs — mixagem (faixa 6) - Jeff Juliano — mixagem (faixas 9, 11–13) - Manny Marroquin — mixagem (faixa 10) - Henrique Andrade — engenharia (faixa 2) - James Keeley — engenharia (faixa 2) - Greg Kurstin — engenharia (faixas 5 e 8) | - Julian Burg — engenharia (faixas 5 e 8) - Joey Raia — engenharia (faixa 8) - Daniel Cullen — assistência de engenharia (faixa 2) - Ingmar Carlson — assistência de engenharia (faixas 3, 4 e 6) - Ryan Nasci — assistência de engenharia (faixas 3, 4 e 6) - Matt Wolach — assistência de engenharia (faixas 5 e 8) - Eric Kirkland — assistência de engenharia (faixas 9 e 12) - Chris Galland — assistência de engenharia (faixa 10) - Jeremie Inhaber — assistência de engenharia (faixa 10) - Robin Florent — assistência de engenharia (faixa 10) |

## Histórico de lançamento
| Região | Data               | Formato                                     | Versão | Gravadora | Ref.                 |
| ------ | ------------------ | ------------------------------------------- | ------ | --------- | -------------------- |
| Várias | 27 de maio de 2022 | Cassete CD download digital streaming vinil | Padrão | RCA       | [ 22 ] [ 19 ] [ 23 ] |